# Leatop Plaza
Leatop Plaza (chiń. 利通广场; pinyin Lìtōng Guǎngchǎng) – późno modernistyczny wieżowiec w Kantonie, w Chińskiej Republice Ludowej. Wysokość biurowca wynosi 302,7 metrów; posiada 64 kondygnacje. Budowa szklano-stalowego wieżowca została ukończona w 2012.